# Uadi Mathendous
Uadi Mathendous o Matkhendus es un sitio arqueológico prehistórico situado en el escarpe de Mesak Settafet, ubicado en la región suroeste de Fezán (Libia). Contiene muchos petroglifos de figuras y objetos y otras muestras de arte rupestre. Los animales cincelados incluyen elefantes, jirafas, uros, gatos monteses y cocodrilos a tamaño natural. Estos grabados y pinturas rupestres datan del Neolítico, hace unos 8000 años. Se trata de algunas de las muestras de arte rupestre más antiguas del Norte de África.

## Galería

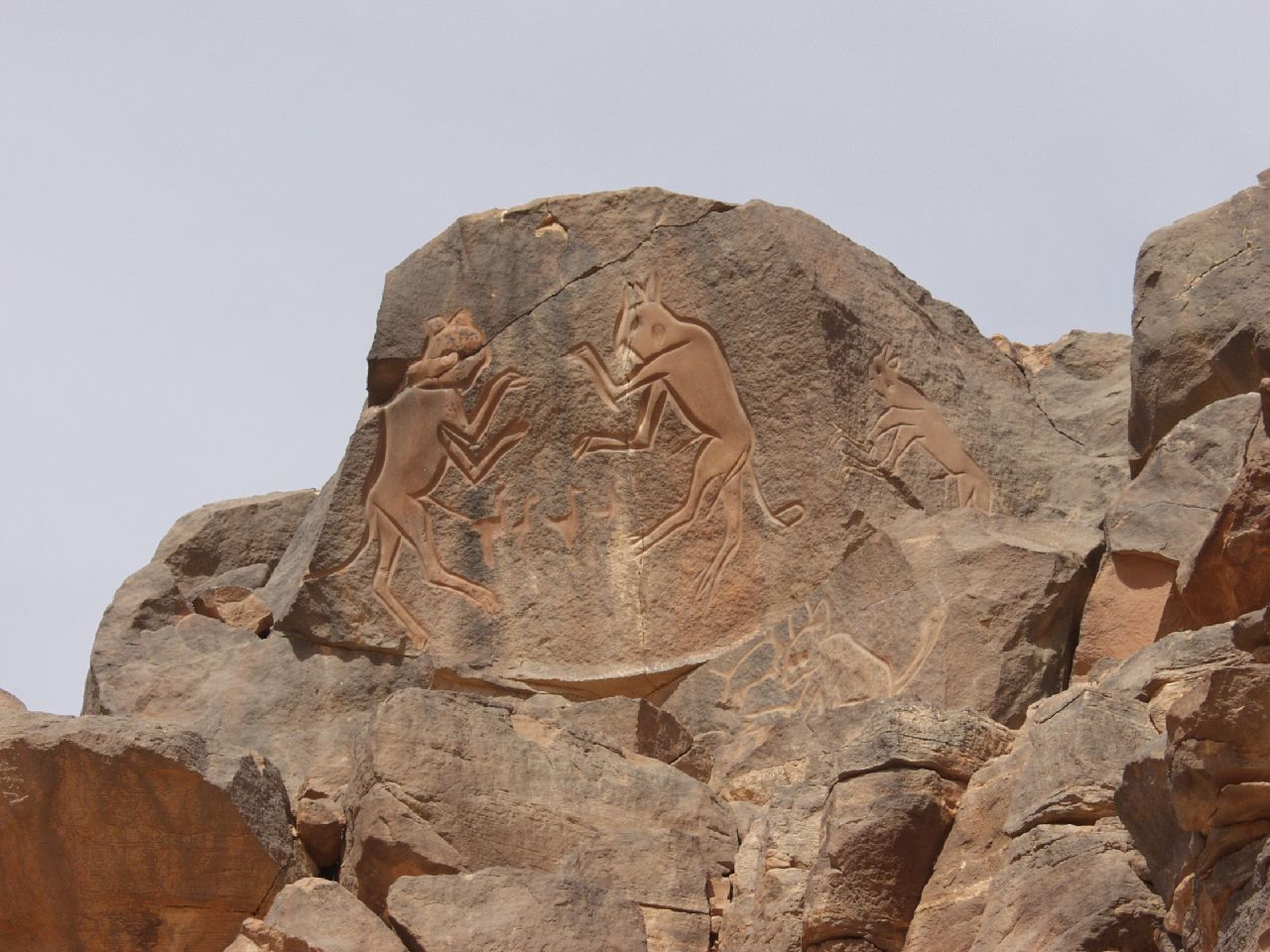
Grabado de los gatos luchadores (Meercatze)
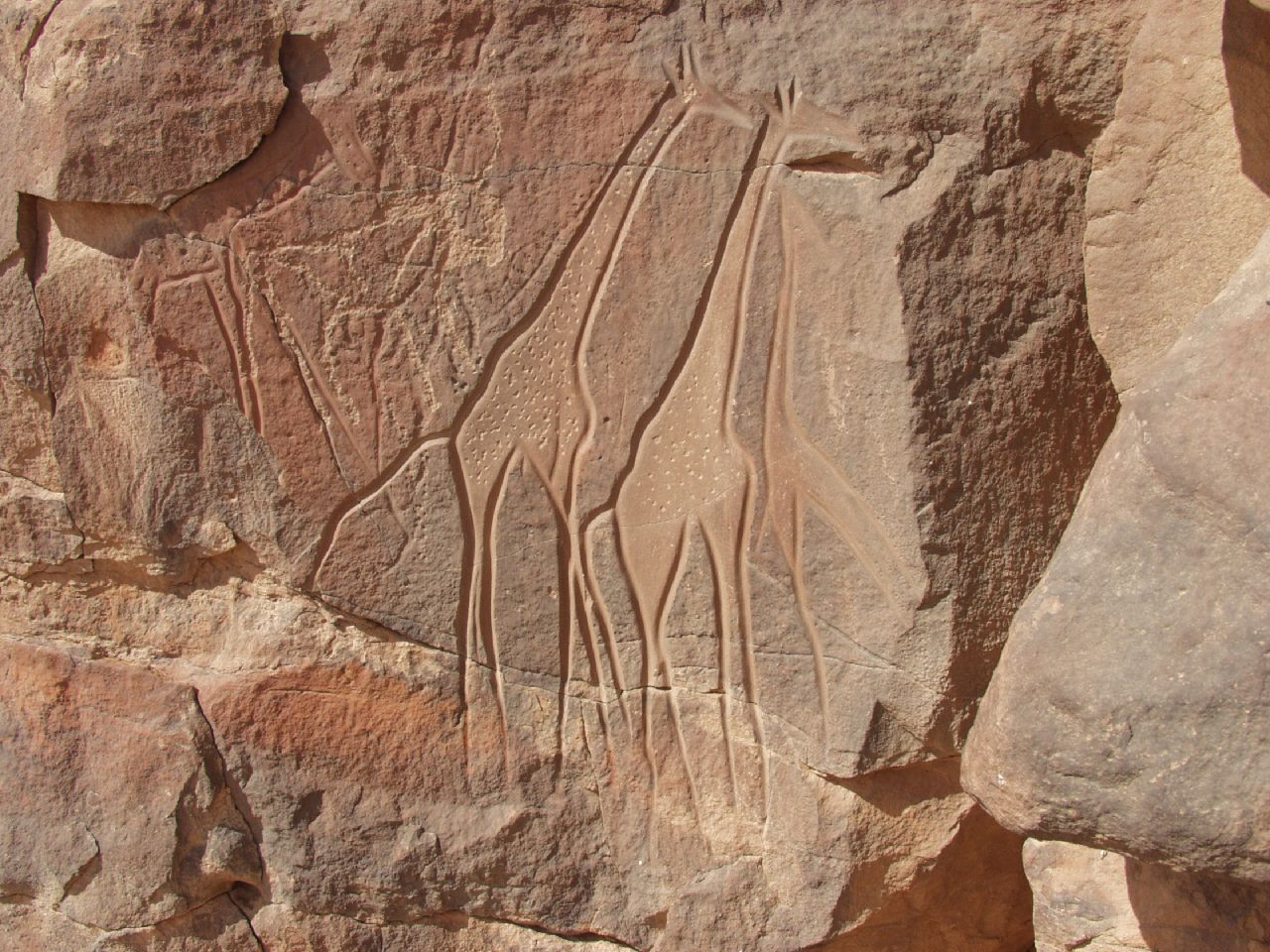
Grabado de jirafas
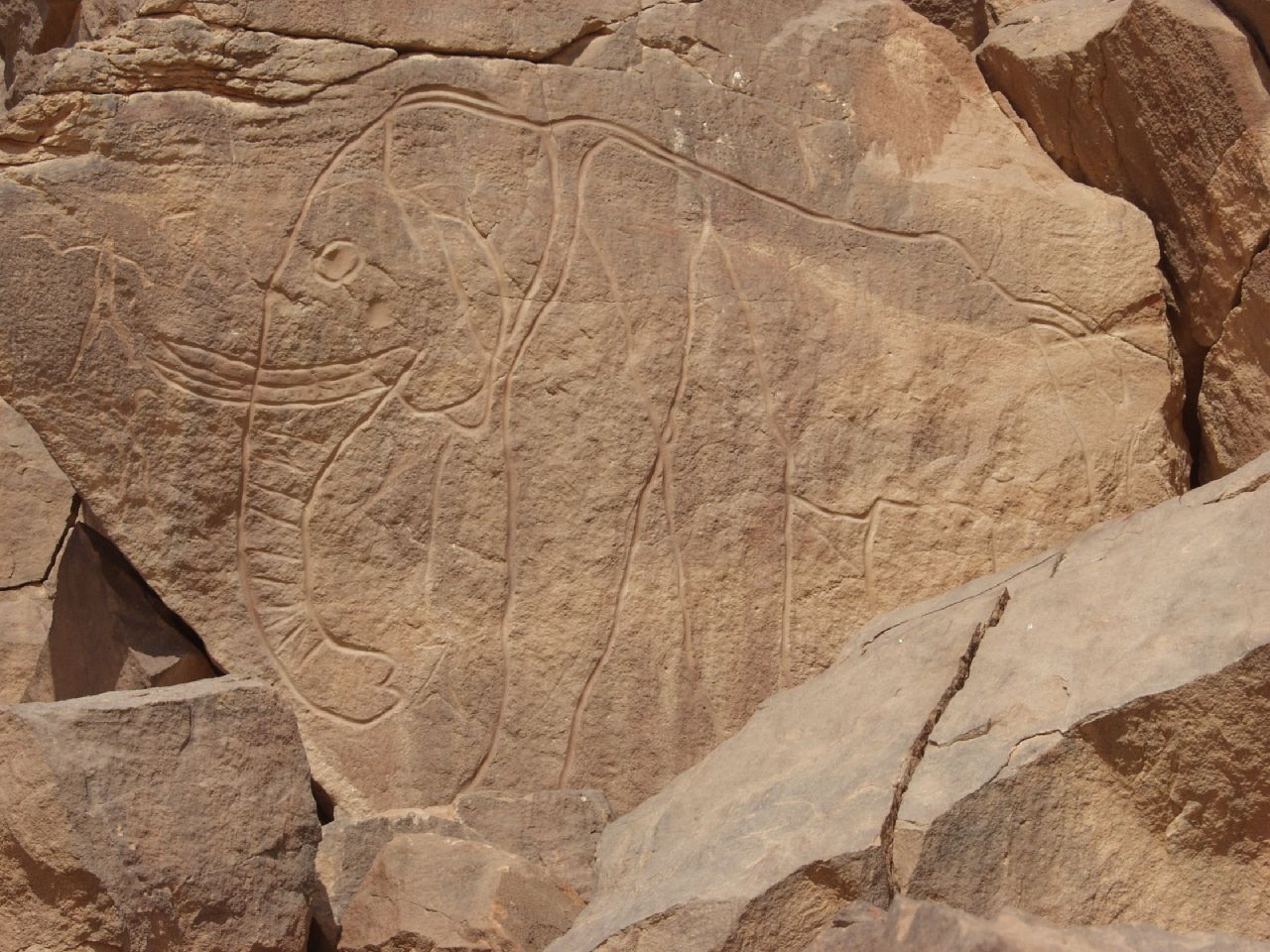
Petroglifo de un elefante
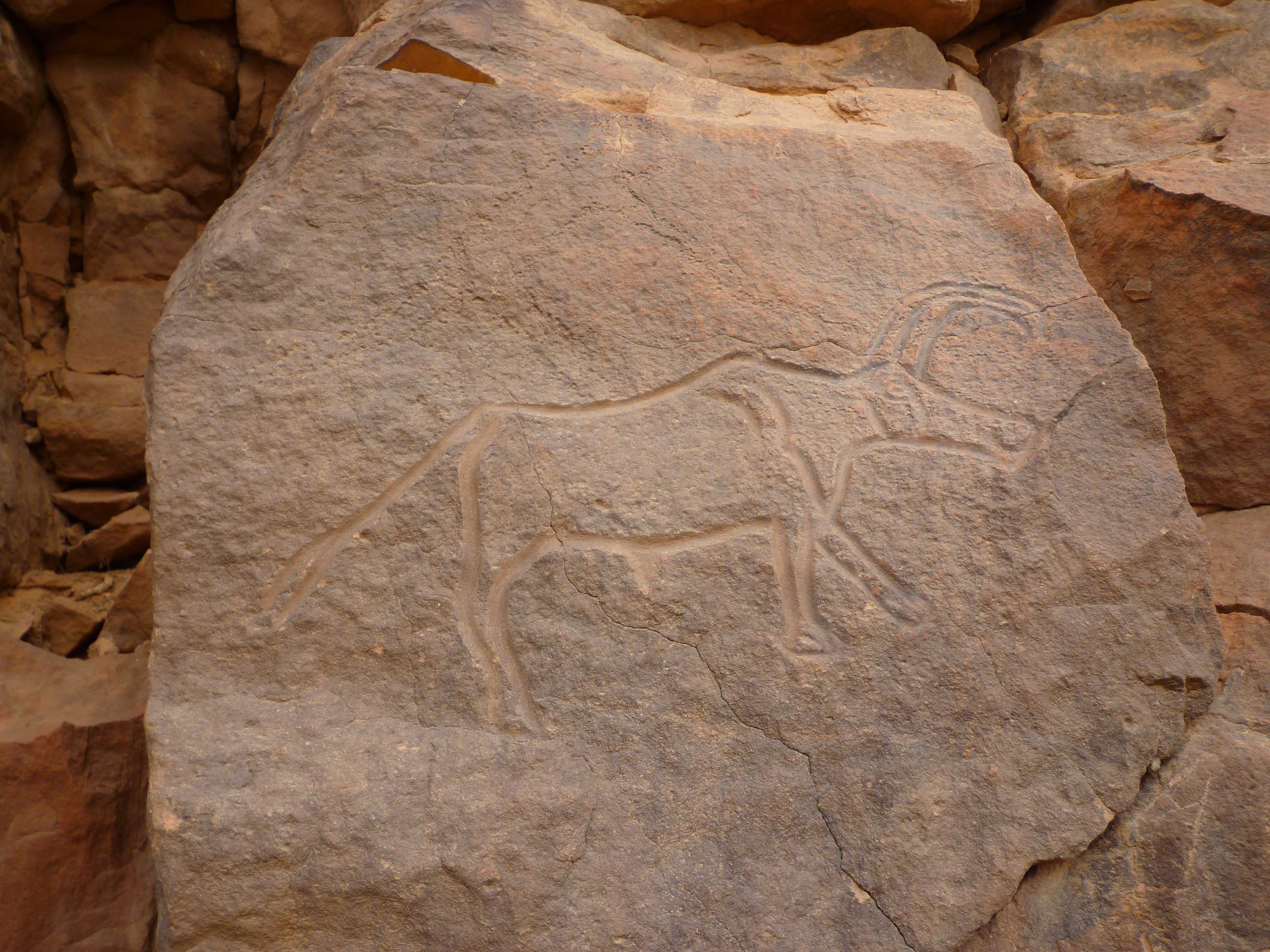
Petroglifo de un antílope

## Sellos postales
La Compañía general de correos y Telecomunicaciones del gobierno libio dedicó una emisión de sellos postales a los grabados rupestres de Uadi Mathendous. La tirada estaba compuesta por cinco sellos y fue lanzada el 1 de enero de 1978 (ref. Scott catálogo n. 711-715 - Michel catálogo n. 624-628).